# Rheumaptera culoti
Rheumaptera culoti là một loài bướm đêm trong họ Geometridae.